# Gościniec (Jerzmanowice)
Gościniec – część wsi Jerzmanowice w Polsce położona w województwie małopolskim, w powiecie krakowskim, w gminie Jerzmanowice-Przeginia.
W latach 1975–1998 Gościniec administracyjnie należał do województwa krakowskiego.